# 东杞洋、濂溪宋代窑群
东杞洋、濂溪宋代窑群，位于中国福建省霞浦县崇儒畲族乡东杞洋村、濂溪村，为一个霞浦县级文物保护单位，类型为古遗址，公布时间为2010年11月。
东杞洋、濂溪宋代窑群始建于宋朝，为宋代龙窑遗址。